# سافاری هالیوود (فیلم ۱۹۹۷)
سافاری هالیوود (به انگلیسی: Hollywood Safari) نام یک فیلم آمریکایی محصول سال ۱۹۹۷ که توسط هنری چارر کارگردانی شده‌است. این فیلم یک اسپین اف از یک سریال تلویزیونی با همین نام (Hollywood Safari' 1998-2001) می‌باشد.

## داستان
این فیلم حول یک مربی حیوانات و خانواده‌اش می‌چرخد.

## بازیگران
- جان سوج … معاون راجرز
- تد جان رابرتز … جاش جانسون
- دون ویلسون
- David Leisure … تروی
- دبی بون .. جین